# Заозерье (Озеранский сельсовет)
 Заозерье (бел. Заазер'е) — посёлок в Озеранском сельсовете Рогачёвского района Гомельской области Беларуси.

## География

### Расположение
В 37 км на северо-восток от районного центра и железнодорожной станции Рогачёв (на линии Могилёв — Жлобин), 158 км от Гомеля.

### Гидрография
На реке Зазерье (приток реки Друть).

## Транспортная сеть
Транспортные связи по просёлочной, затем автомобильной дороге Могилёв — Гомель. Планировка состоит из короткой, чуть изогнутой улицы, близкой к меридиональной ориентации и застроенной двусторонне, деревянными домами усадебного типа.

## История
Основан в начале 1920-х годов переселенцами из соседних деревень на бывших помещичьих землях. В 1931 году жители вступили в колхоз. Во время Великой Отечественной войны в поселке и окружающих лесах базировались Рогачёвский подпольный райком КП(б)Б и 8-я Рогачёвская партизанская бригада. Каратели в 1944 году сожгли 17 дворов, убили 18 жителей. 13 жителей погибли на фронте. Согласно переписи 1959 года в составе колхоза «XVII партсъезд» (центр — деревня Великая Крушиновка).

## Население

### Численность
- 2004 год — 14 хозяйств, 25 жителей.

### Динамика
- 1925 год — 9 дворов.
- 1940 год — 30 дворов, 125 жителей.
- 1959 год — 113 жителей (согласно переписи).
- 2004 год — 14 хозяйств, 25 жителей.